# Pamphobeteus petersi
Pamphobeteus petersi é uma espécie de aranha pertencente à família Theraphosidae (tarântulas).